# Metrioidea
Metrioidea là một chi bọ cánh cứng trong họ Chrysomelidae.
Chi này được miêu tả khoa học năm 1881 bởi Fairmaire.

## Các loài
Các loài trong chi này gồm:
- Metrioidea apicalis (Jacoby, 1884)
- Metrioidea atriceps (Horn, 1893)
- Metrioidea blakeae (Wilcox, 1965)
- Metrioidea borneensis Mohamedsaid, 1997
- Metrioidea brunneus (Crotch, 1873)
- Metrioidea chiricahuensis (Blake, 1942)
- Metrioidea convexus (Blake, 1942)
- Metrioidea elachistus (Blake, 1942)
- Metrioidea karli Wlicox, 1888
- Metrioidea moala (Gressitt, 1957)
- Metrioidea molek Mohamedsaid, 1994
- Metrioidea morulus (Leconte, 1865)
- Metrioidea ocularis (Blake, 1942)
- Metrioidea popenoei (Blake, 1942)
- Metrioidea punctatissimus (Blake, 1942)
- Metrioidea rugipennis (Blake, 1942)
- Metrioidea signatipennis Fairmaire, 1881
- Metrioidea varicornis (Leconte, 1868)
- Metrioidea vitiensis (Bryant, 1925)
- Metrioidea weisei (Bowditch, 1925)
- Metrioidea zimmermani (Bryant, 1957)